# Le Serpent (film, 1976)
Pour les articles homonymes, voir Le Serpent.
Pour plus de détails, voir Fiche technique et Distribution.
Le Serpent ou Nagin est un film d'horreur en langue hindi de 1976, produit et réalisé par Rajkumar Kohli, sous la bannière Shankar Movies. Il met en vedette Reena Roy dans le rôle titre aux côtés d'un ensemble composé de Sunil Dutt, Feroz Khan, Sanjay Khan, Rekha, Mumtaz, Vinod Mehra, Yogeeta Bali, Kabir Bedi, Anil Dhawan et Jeetendra ; sa musique a été composée par Laxmikant Pyarelal . Bien qu'il s'agisse d'un film fantastique, ce fut un blockbuster au box-office et le film le plus rentable de 1976. À la suite du succès du film, Reena Roy a atteint le statut de star,.
Il a été inspiré par le film français de François Truffaut de 1968 La mariée était en noir, basé sur le roman de Cornell Woolrich de 1940 du même nom. Le film a ensuite été refait en tamoul sous le titre Neeya ? (1979), avec Sripriya dans le rôle de Nagin.

## Synopsis
Le professeur Vijay fait des recherches sur les serpents. Selon un mythe, il croit qu'après un certain âge, un cobra indien peut prendre forme humaine. Il planifie un voyage dans une forêt avec ses amis Raj, Rajesh, Uday, Kiran et Suraj. Finalement, Vijay découvre le mystère et trouve les serpents métamorphes Nag (mâle) et Nagin (femelle). Cependant, ses amis le harcèlent, alors Vijay veut faire ses preuves. Le jour de la pleine lune, lorsque les serpents consomment, le groupe s'aventure dans la forêt. Malheureusement, à ce moment-là, Kiran tire sur Nag. Cela inquiète Vijay, car dans de tels cas, la femme jure immédiatement de se venger. Furieuse, Nagin identifie les tueurs, dont les images ont été capturées dans les yeux de Nag mourant, et commence sa série de meurtres. Tout d'abord, elle élimine Kiran, ce qui fait paniquer les membres restants du groupe et les fait reculer. Ensuite, Nagin cible Rajesh, le tuant en se transformant en sa petite amie Rita. Après cette terrible situation, Vijay contacte un puissant charmeur de serpents, qui lui fournit des entraves avec des médaillons omnipotents. Cependant, Nagin, enragé, se moque du charmeur en lui disant qu'il ne peut pas les sauver. Ainsi, elle détache le médaillon d'Uday en créant une bagarre avec un voyou et le tue. Suraj retire son médaillon pour protéger sa fille chérie, Anu, et il rend son dernier souffle, laissant la responsabilité d'Anu à Vijay. En tandem, Raj est également massacré par Nagin, qui a pris la forme de la belle Rajkumari. Finalement, Vijay, le seul survivant, est attaqué par Nagin lorsqu'elle meurt en tombant de la terrasse. Le film se termine avec Nagin retrouvant Nag dans l' au-delà.

## Fiche technique
- Titre original : Nagin
- Titre original en français : Le Serpent
- Langues : Hindi
- Réalisateur : Rajkumar Kohli
- Pays : Inde
- Date de sortie : 19 Janvier 1976
- Genre : Drama, Horreur
- Durée : 190 min

## Distribution
- Reena Roy : Naagin
- Sunil Dutt : Vijay
- Feroz Khan : Raj
- Sanjay Khan : Suraj
- Rekha : Sunita, la fiancée de Vijay
- Mumtaz : Rajkumari, la fiancée de Raj
- Jeetendra : Naag
- Kabir Bedi : Uday
- Vinod Mehra : Rajesh
- Anil Dhawan : Kiran
- Neelam Mehra : Sheela, la femme d'Uday
- Yogeeta Bali : Rita, la fiancée de Rajesh
- Préma Narayan
- Komilla Wirk : sœur de Raj
- Roopesh Kumar : beau-frère de Raj
- Ranjeet
- Aruna Irani : ami de Rajesh et Rita
- Premnath : Sapera
- Jagdeep : Surmabhopali Sapera
- Sulochana Latkar : mère de Rajesh
- Anita Guha : mère de Sunita
- Heena Kausar
- Tun Tun : servante de Suraj
- Maître Bittoo : fille de Suraj